# Bartholomäus Viatis

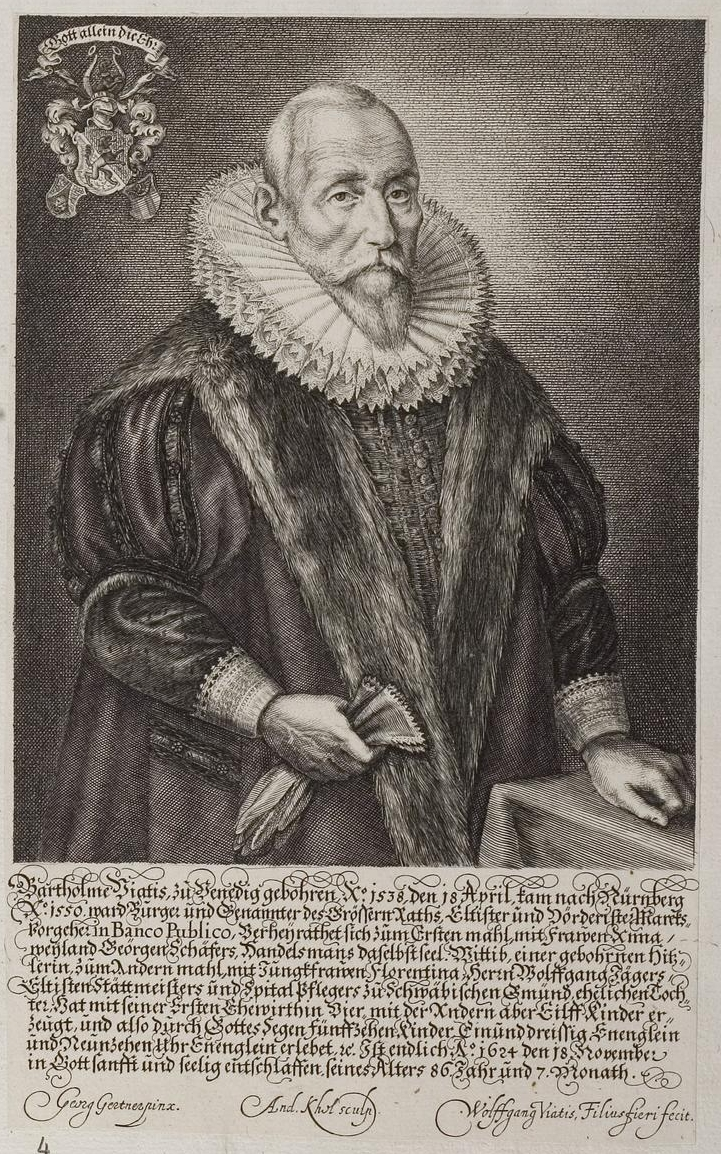
Bartholomäus Viatis

Bartholomäus Viatis (* 18. April 1538 in Venedig; † 18. November 1624 in Nürnberg) war ein Nürnberger Großkaufmann.

## Geschichte

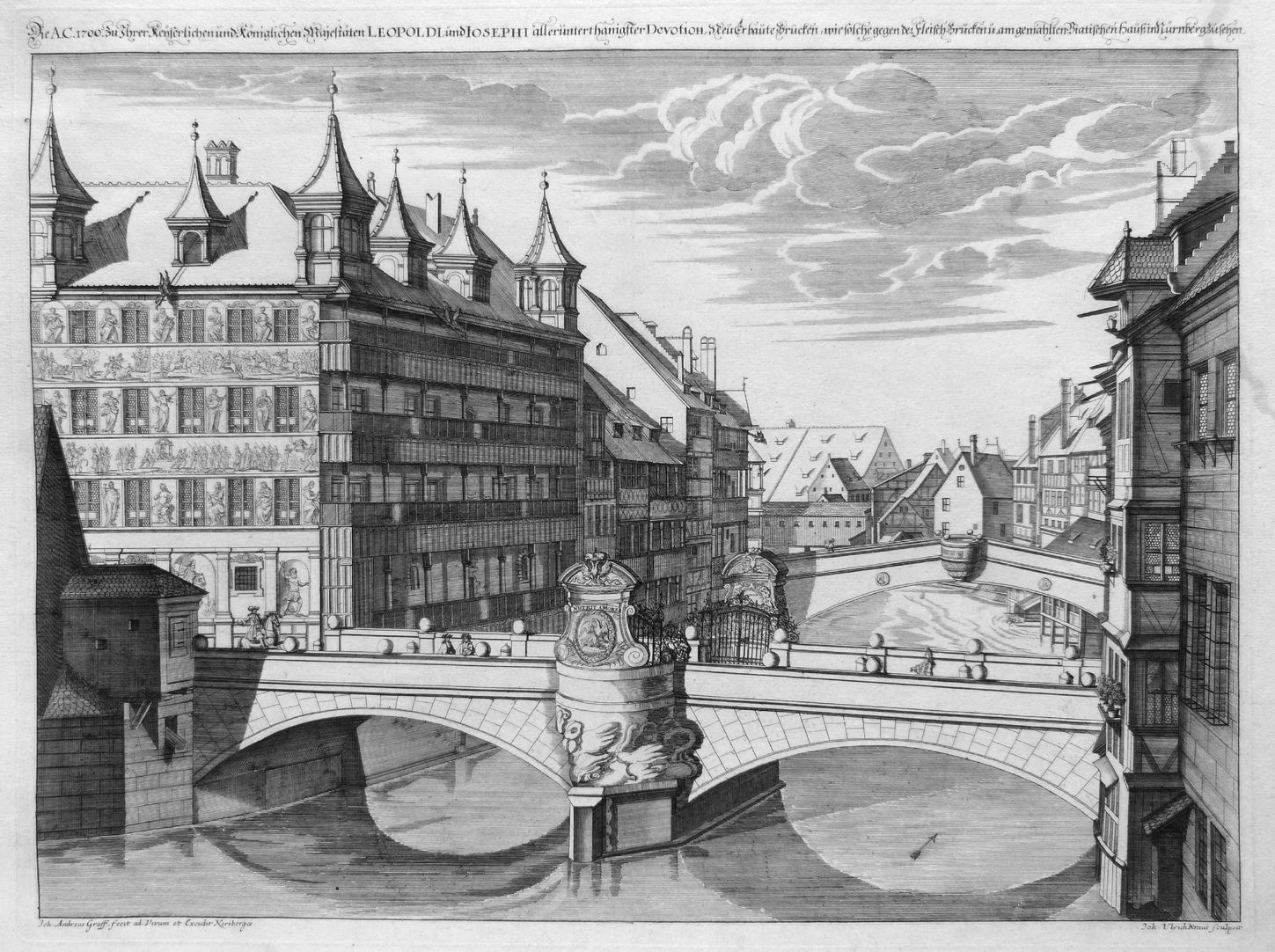
Viatishaus an der Barfüßerbrücke

Bartholomäus Viatis war gebürtiger Venezianer, er wurde mit zwölf Jahren nach Nürnberg geschickt und absolvierte dort seine Lehrzeit beim Nürnberger Federmacher Hans Wollandt. In dessen Auftrag ging er nach sieben Jahren Lehrzeit für vier Jahre nach Lyon, wo er Kontakte mit den Nürnberger Handelshäusern Tucher und Imhoff knüpfte. 1570 gründete er mit den Nürnbergern Georg Forst und Melchior Lang eine eigene Handelsgesellschaft. 1569 hatte er Anna, die Witwe des Gewandschneiders Scheffer, geheiratet und erwarb das Nürnberger Bürgerrecht. Nach dem Tod der ersten Frau heiratete Viatis 1586 Florentina Jeger.
Bereits 1569 erteilte Kaiser Maximilian II. Viatis ein Wappenprivileg. Im selben Jahr erwarb er das später nach ihm benannte Viatishaus (Viatisches Haus) an der Barfüßerbrücke in der Altstadt St. Lorenz, einen prächtigen Sitz aus ehemals zwei Einzelhäusern des 14. Jahrhunderts, das im Zweiten Weltkrieg zerstört worden ist. In seinem aufwendig ausgestatteten Haus war Viatis' umfangreiche Kunstsammlung untergebracht. Mehrmals logierten bei ihm in Nürnberg Abgesandte der Serenissima bei ihrer Durchreise,.
1576 wurde Viatis ins Genanntenkollegium berufen und 1583 ernannte man ihn zum Gassenhauptmann für den Bereich um die Barfüßerkirche. 1589 kaufte Bartholomäus Viatis aus den Gewinnen seines florierenden Unternehmens den Herrensitz Schoppershof aus der Konkursmasse der Handelsgesellschaft Gößwein-Rottenburger. Schon 1581 hatte er Martin Peller, den er in Venedig kennengelernt hatte, in seiner Firma angestellt. Peller heiratete 1590 Viatis' Tochter Maria und schloss sich 1591 mit ihm zur Handelsgesellschaft Viatis-Peller zusammen. Das Unternehmen wurde vor allem im Handel mit Barchent marktbeherrschend. Hinzu kamen Kredit- und Wechselgeschäfte. Auch mit Rüstungsgeschäften verdienten die beiden Kaufleute ihr beträchtliches Vermögen.
Bartholomäus Viatis war Marktvorsteher der Nürnberger Börse. Zusammen mit seinem Schwiegersohn Martin Peller regte er im Jahr 1615 die Gründung des Nürnberger Banco Publico an.
Nach dem Tod von Bartholomäus Viatis erbten seine beiden Kinder aus erster Ehe, Maria und Bartholomäus der Jüngere, sein riesiges Vermögen, während Martin Peller den Herrensitz Schoppershof erbte und Hauptgesellschafter der Handelsgesellschaft wurde. 1730 wurden seine Nachkommen gerichtsfähig und 1818 in den einfachen bayerischen Adel immatrikuliert. Mit Georg Christoph Viatis ist die Familie 1834 ausgestorben.

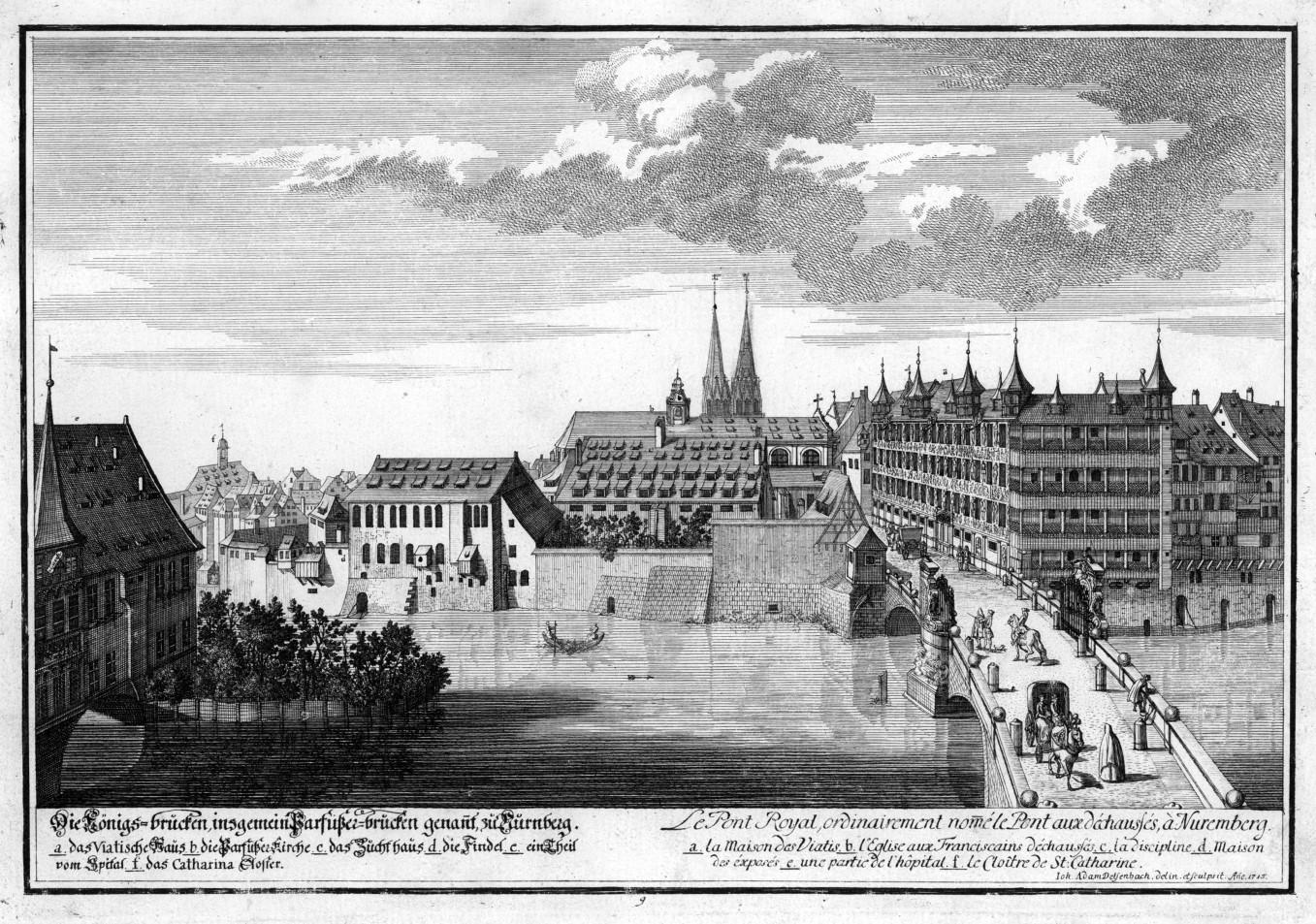
Viatishaus 1715
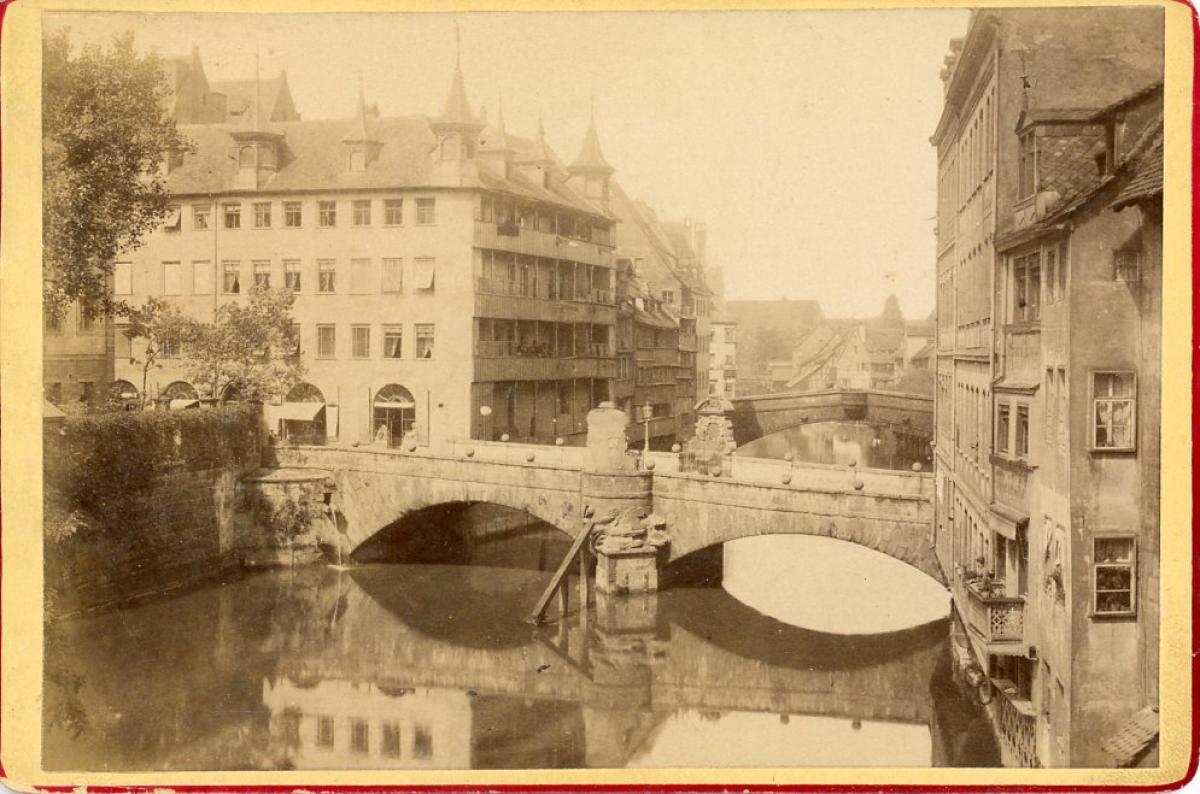
Viatishaus 1880
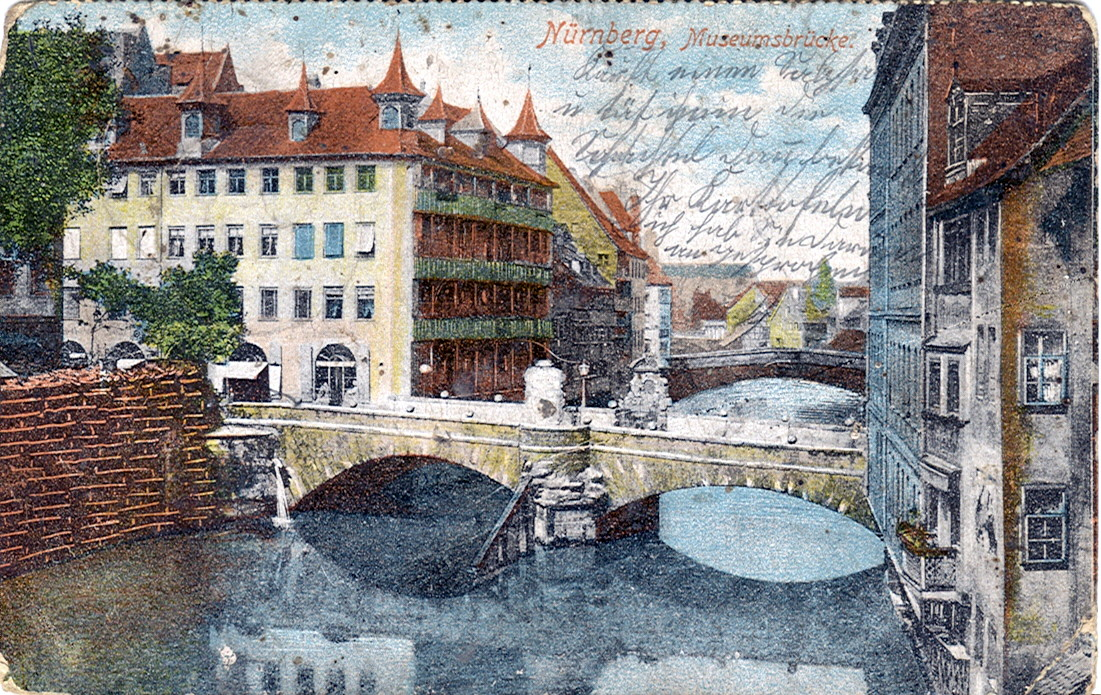
Museumsbrücke mit Viatishaus 194
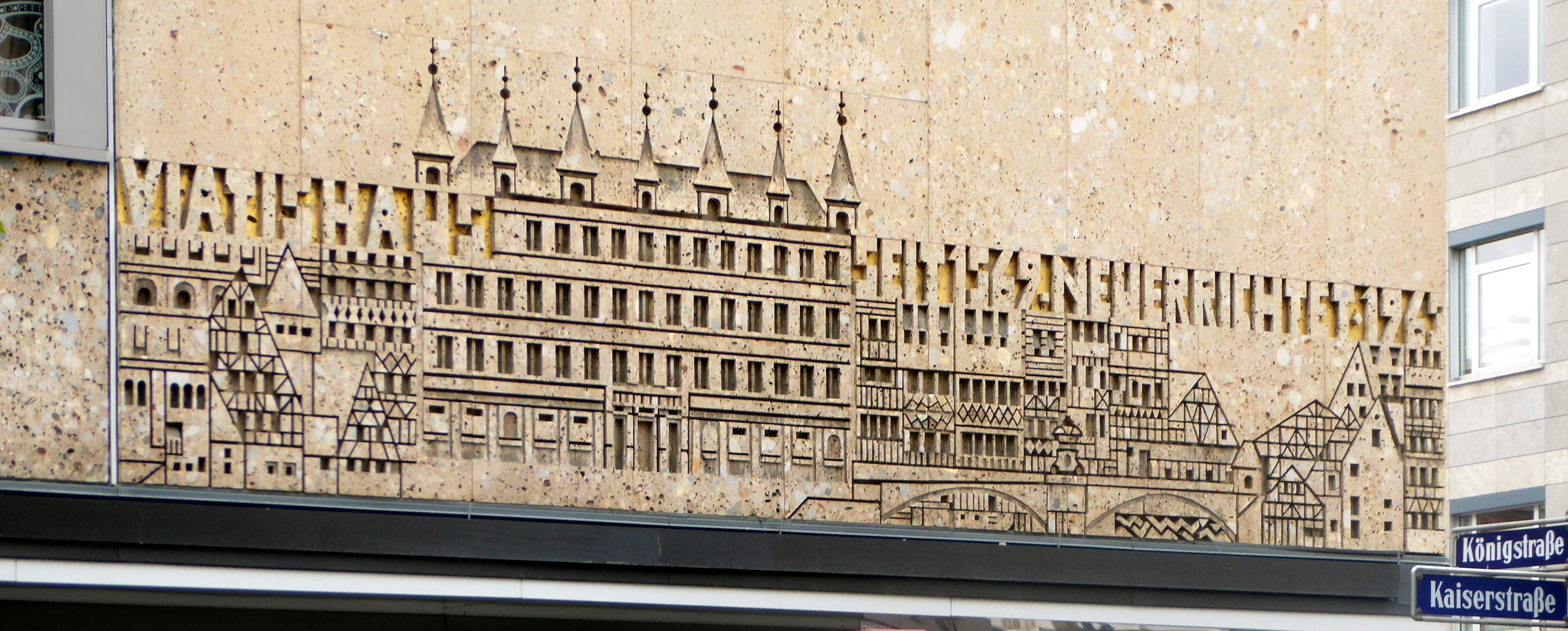
Erinnerung an das zerstörte Viatishaus

## Wappen

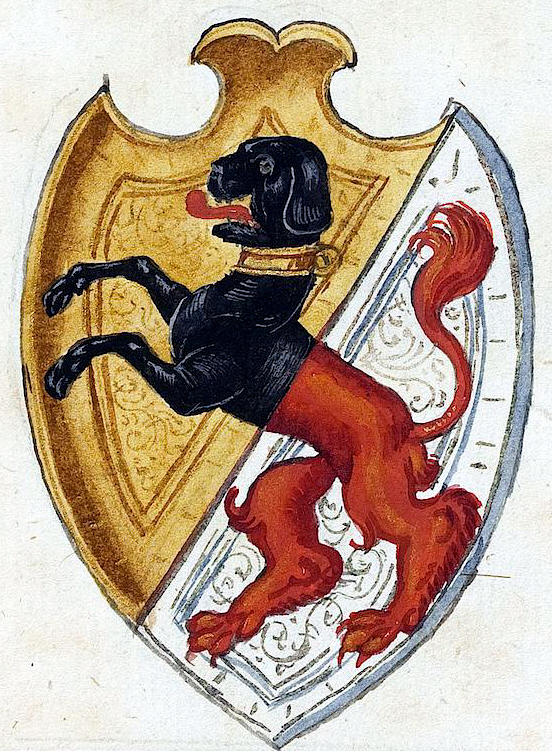
Wappen der Viatis

Von Gold und Silber schräglinks geteilt mit einer von Schwarz und Rot schräglinksgeteilten Bracke mit roter Zunge und goldenem Halsband.